# Rijksbeschermd gezicht Baarn - Het Rode Dorp
Gezicht Baarn - Het Rode Dorp is een van rijkswege beschermd dorpsgezicht in de wijk Rode Dorp in Baarn in de Nederlandse provincie Utrecht. De procedure voor aanwijzing werd gestart op 14 januari 2005. Het gebied werd op 25 januari 2010 definitief aangewezen. Het beschermd gezicht beslaat een oppervlakte van 4,5 hectare en wordt begrensd door de Mauvestraat, Israëlsstraat, Weteringstraat en Vincent van Goghstraat.
Panden die binnen een beschermd gezicht vallen krijgen niet automatisch de status van beschermd monument. Wel zal de gemeente het bestemmingsplan aanpassen om nieuwe ontwikkelingen in het gebied te reguleren. De gezichtsbescherming richt zich op de stedenbouwkundige en cultuurhistorische waardering van een gebied en wil het toekomstig functioneren daarvan veiligstellen.